# ایلیا اشتوکالوف
ایلیا اشتوکالوف (روسی: Илья Анатольевич Штокалов؛ زادهٔ ۱ september ۱۹۸۶ (۳۸ سال)) ورزشکار اهل روسیه است.
وی در مسابقات کشوری و بین‌المللی در مجموع برندهٔ ۳ مدال برنز شده‌است.